# Ладзиці
Ладзіце (пол. Ładzice) — село в Польщі, у гміні Ладзиці Радомщанського повіту Лодзинського воєводства.
Населення — 486 осіб (2011).
У 1975-1998 роках село належало до Пйотрковського воєводства.

## Демографія
Демографічна структура станом на 31 березня 2011 року:
|          | Загалом | Допрацездатний вік | Працездатний вік | Постпрацездатний вік |
| -------- | ------- | ------------------ | ---------------- | -------------------- |
| Чоловіки | 236     | 52                 | 152              | 32                   |
| Жінки    | 250     | 57                 | 134              | 59                   |
| Разом    | 486     | 109                | 286              | 91                   |